# Monoroștia
Monoroștia – wieś w Rumunii, w okręgu Arad, w gminie Bârzava. W 2011 roku liczyła 283 mieszkańców. 